# Eden Creek
Eden Creek är ett vattendrag i Australien. Det ligger i delstaten New South Wales, i den sydöstra delen av landet, omkring 590 kilometer norr om delstatshuvudstaden Sydney.
Omgivningarna runt Eden Creek är en mosaik av jordbruksmark och naturlig växtlighet. Runt Eden Creek är det ganska tätbefolkat, med 120 invånare per kvadratkilometer. Genomsnittlig årsnederbörd är 1 776 millimeter. Den regnigaste månaden är januari, med i genomsnitt 298 mm nederbörd, och den torraste är oktober, med 39 mm nederbörd.